# Monniken als functionaris in Tibet
De oorsprong van monniken als overheidsfunctionaris in Tibet dateert van de stichting van de gelugstaat door de vijfde dalai lama in de 17e eeuw. Naarmate de overheidstaken toenamen koos de regering van historisch Tibet ervoor om het aantal monniken als functionarissen te vergroten. Dat had een machtsverschuiving tot gevolg ten koste van de adel in historisch Tibet als stand.

## Afkomst
Ook monniken die overheidsfunctionaris waren, werden geacht in het celibaat te leven. Maar vaak konden ze in opleiding en andere aspecten wezenlijk verschillen van monniken verbonden aan een klooster.
Dit soort functionarissen was meestal wel ooit geregistreerd geweest bij een van de grote gelugkloosters, zoals Sera, Ganden of Drepung. Dat was echter vaak een formaliteit en diende alleen om ooit een inwijding als monnik te ontvangen.

### Adel
De eerste en grootste groep monniken als overheidsfunctionarissen was afkomstig uit de wat lagere adel in Tibet en vaak lid van families die al langer monniken als overheidsfunctionarissen leverden. Die families waren het equivalent van welgestelde lekenfamilies; zij konden landgoederen bezitten. Het verschil was, dat omdat deze functionarissen geacht werden in het celibaat te leven, deze huishoudens voortgezet werden over de generaties heen door vormen van adoptie van bijvoorbeeld neven, maar ook wel niet-familie gerelateerde jongens. Ook die werden beschouwd als volwaardig lid van de families en konden het familiebezit erven als het hoofd van het huishouden overleed.
Traditioneel leverde ook een aantal aristocratische families uit de hoge adel een zoon die opgeleid werd als monnik, maar met het doel om overheidsfunctionaris te worden. Een groter aantal eveneens adellijke families leverde vaak een tweede of derde zoon voor deze functie.
Een derde methode voor het rekruteren van monniken als overheidsfunctionaris was een soort dienstplicht van uitzonderlijk getalenteerde jongere monniken. Deze werden naar Lhasa gezonden en ontvingen dan een opleiding in het instituut dat verantwoordelijk was voor monniken als overheidsfunctionaris; de "Yigtsang".
Vanaf midden 19e eeuw was de competitie tussen de families die traditioneel de monniken als overheidsfunctionaris leverden zo hevig geworden, dat deze derde methode van een soort dienstplicht nauwelijks meer functioneerde.

## Selectie
Net zoals bij benoemingen voor leken vanuit de adel controleerden ook de bestaande monniken als overheidsfunctionaris hun eigen rekrutering, selectie en opvolging. Een potentiële kandidaat had een monnik die reeds bij de overheid werkte als een soort sponsor en opleider nodig. Vanaf eind 19e eeuw werd die sponsor zo belangrijk, dat ouders die geen familierelatie (meer) hadden met een bestaande functionaris, hun zoon zich een familie die een dergelijke relatie wel had lieten inkopen. In die gevallen werd dan een contract ondertekend dat de betrokken zoon na overlijden van het hoofd van het huishouden geen rechten zou doen laten gelden op de nalatenschap.
Na de studie presenteerde de opleider/sponsor dan een voorbeeld van het handschrift van de kandidaat aan de Yigtsang. Dat was een instituut dat vergelijkbaar was met dat van de Tsigang, de overheidsinstantie voor benoemingen van leken uit de adel. De vier functionarissen van de Yigtsang stelden vervolgens een lijst op van alle potentiële kandidaten. Deze lijst werd gepresenteerd aan de hoogste monnik die overheidsfunctionaris was, de Chigyab Khembo. Uiteindelijk kwam een aanbeveling tot stand van enkele kandidaten die dan een proeve van hun handschrift mochten overleggen aan de dalai lama dan wel de aanwezige van de regenten in historisch Tibet, die in formele zin de uiteindelijke beslissing had. Net zoals bij de benoeming van lekenfunctionarissen vanuit de adel kreeg de dalai lama of regent niet de volledige lijst van kandidaten te zien.

## Vertegenwoordigers van de Staat
Monniken als overheidsfunctionaris moeten niet helemaal als vertegenwoordigers van de gelugkloosters worden gezien. Zij hadden in ieder geval niet de immense loyaliteit die reguliere monniken hadden aan in ieder geval een van de colleges van de grote kloosters.
Het tweede verschil was, dat deze monniken in ieder geval geletterd waren, terwijl de overgrote meerderheid van de monniken in de kloosters dat niet was.
Het verschil met de leken-functionarissen was vaak dat de monnik als functionaris meer afhankelijk was van het inkomen dat hij als gevolg van zijn bestuurlijke activiteiten erbij kon verdienen, terwijl hij minder of geen of minder inkomsten had uit geërfde landgoederen.
De klasse van de monnik als overheidsfunctionaris zag zichzelf dan ook vaak als de echte belangenbehartiger van de staat tegenover de positie van de grote - zowel adellijke als monastieke - landeigenaren.